# Gottfried Bernhardy
Gottfried Bernhardy (Gorzów Wielkopolski, 14 marzo 1800 – Halle, 14 maggio 1875) è stato un filologo classico e critico letterario tedesco.

## Biografia
I suoi zii benestanti gli fornirono i mezzi per la sua formazione, cominciò nel 1811 ad entrare al Joachimsthal gymnasium a Berlino. Nel 1817 andò presso l'Università di Berlino per studiare filologia, dove ebbe come professori Friedrich August Wolf, August Böckh e Philipp Karl Buttmann. Nel 1822 prende il titolo di dottore di filosofia a Berlino e nel 1825 diviene un professore associato. Nel 1829 succedette a Christian Carl Reisig come professore e direttore del seminario filologico di Halle, e nel 1844 fu nominato bibliotecario dell'omonima università.

## Opere
- "Grundriss der römischen Litteratur" (5ª ed., 1872)
- "Grundriss der griechischen Litteratur":[3]
  - Pt. i, Introduzione e visione generale, 1836.
  - Pt. ii, poesia greca, 1845.
  - pt. iii, Letteratura greca della prosa, mai stata pubblicata.
- Eratosthenica (1822),
- Dionysius Periegetes Graece et Latine (1828); un libro su Dionigi il Periegeta.
- Wissenschaftliche Syntax der griechischen Sprache (1829, suppts. 1854, 1862) .
- Grundlinien zur Encyclopädie der Philologie (1832).
- Un'edizione monumentale di "Lexicon" di Suidas; completato nel 1853.[4]
- Un'edizione di Kleine Schriften di F. A. Wolf, in due volumi (1869).